# Simmerfarm
Simmerfarm  est une localité de la commune luxembourgeoise de Habscht située dans le canton de Capellen.